# William Palcy
Pour les articles homonymes, voir Palcy.
William Palcy est un militaire et résistant de la France libre, compagnon de la Libération, né le 19 janvier 1905 au Gros-Morne (Martinique), et mort le 22 décembre 1967 à Bangui (République centrafricaine),.

## Biographie et carrière
S'étant engagé comme soldat dans les troupes coloniales en 1927, il sert en Indochine successivement dans le 22e puis le 10e régiment d'infanterie coloniale (RIC) jusqu'en 1933, et de 1934 à 1938. En 1939 il est muté au 24e RIC au Levant.
En 1940, comme 500 volontaires de son régiment, il choisit de suivre son chef d'unité qui refuse l'armistice et rejoint les Anglais en Égypte, où les volontaires constituent le 1er bataillon d'infanterie de marine (BIM), premier élément des « Free French ». Ce dernier prend part, aux côtés des Britanniques, à la campagne de Libye contre les Italiens dès septembre 1940.
Promu caporal, il est affecté le 1er avril 1942 au Bataillon de marche n° 11 (BM 11) de la 2e Brigade française libre et prend part à la seconde campagne de Libye et à la bataille d'El-Alamein où il se distingue en 1942. Il participe ensuite à la campagne de Tunisie comme tireur de fusil-mitrailleur, et fait preuve de beaucoup de sang-froid.
En juin 1944 il est affecté au Bataillon de tirailleurs de l'Oubangui en Afrique-Équatoriale française. Promu caporal-chef en janvier 1945, puis sergent trois mois plus tard, William Palcy y est démobilisé en avril 1946, et s'y installe. Il crée une entreprise de transport en commun à Bangui, où il décède en 1967 et où il est inhumé.

## Distinctions

### Citations
- 6 février 1941 : citation du général Catroux à l'ordre de la division
- 15 juin 1943 : citation du colonel commandant la 2e brigade de la 1re division française libre[2].

### Décorations
- Compagnon de la Libération par décret du 7 mars 1941[1],[2]
- Médaille militaire (19 mai 1942)
- Croix de guerre 1939–1945, palme de bronze (15 juin 1943)
- Chevalier de la Légion d'honneur (décret du 6 novembre 1956)
- Médaille coloniale avec agrafe « Libye »
- Médaille commémorative de Syrie-Cilicie
- Médaille commémorative des services volontaires dans la France libre

### Hommages
En février 2014, la municipalité d'Alénya près de Perpignan, où le 24e régiment d'infanterie coloniale a été créé en 1902, donne son nom à un rond-point de la ville.
La série télévisée Frères d'armes, diffusée de mai 2014 à mai 2015 sur les chaînes de France Télévision, présente cinquante portraits de héros de guerre provenant des quatre coins du monde qui se sont battus pour la France. L'épisode no 44, consacré à William Palcy, avec le commentaire d'Abd al Malik, est diffusé sur France 3 le 10 avril 2015. Il est co-réalisé par Pascal Blanchard et Rachid Bouchareb.
Il figure dans le recueil Portraits de France, qui présente 318 personnalités issues des Outre-Mer, des anciennes colonies ou de l’immigration, élaboré en 2021 pour le compte du ministère de la Cohésion des territoires en vue d’aider à la diversification des noms de rues ou de bâtiments publics en France.

### Sitographie
: document utilisé comme source pour la rédaction de cet article.
- Ordre de la Libération, « William Palcy : Compagnon de la Libération par décret du 7 mars 1941 », Biographie, sur www.ordredelaliberation.fr (consulté le 9 janvier 2022). .
- Archives nationales – Base de données Léonore – Légion d'honneur, « Palcy, William Aurélien » (Notice individuelle (état-civil, citations, décorations)), sur www.leonore.archives-nationales.culture.gouv.fr (consulté le 9 janvier 2022). .